# Eric Dier
Eric Jeremy Edgar Dier (Cheltenham, 15. siječnja 1994.) engleski je nogometaš koji igra na mjestu centralnog beka. Također može igrati i na pozicijama desnog beka i defenzivnog veznog. Trenutačno igra za Monaco.

## Klupska karijera

### Rana karijera
Nogometnu karijeru započeo je u portugalskom Sporting CP. Dana 20. siječnja 2011. godine poslan je na posudbu u Everton do 30. lipnja. Za Evertonovu momčad do 18 godina igrao je 10 puta te je osvojio Premier ligu do 18 godina 2010./11. Tijekom ljeta 2011. godine njegova posudba produljena je na još 12 mjeseci.

### Povratak u Sporting
Dana 26. kolovoza 2012. godine debitirao je za Sporting B zamijenivši Diega Rubija u 77. minuti u utakmici 	Segunda Lige protiv Atlético Clube de Portugala koju je Sporting B dobio 3:1. Dana 4. studenog 2012. godine postigao je svoj prvi gol u dresu Sportinga B zabivši iz slobodnog udarca u 3:1 pobjedi protiv Benfice B.
Dana 11. studenog 2012. Dier je debitirao za Sporting CP u utakmici Primeira Lige protiv Brage. Na toj utakmici asistirao je Rickyju van Wolfswinkelu za jedini gol na toj utakmici. Petnaest dana kasnije zabio je svoj prvi gol u dresu Sportinga u neriješenoj utakmici protiv Moreirensea koja je završila 2:2.

### Tottenham Hotspur
Dana 2. kolovoza 2014. godine Dier je prešao u Tottenham Hotspur za 4 milijuna funti te je s Tottenhamom potpisao petogodišnji ugovor. Dana 16. kolovoza debitirao je te postigao svoj prvi gol u dresu Tottenhama u 1:0 pobjedi protiv West Ham Uniteda. S Tottenhamom je 1. ožujka igrao finale League Cupa protiv Chelseaja na Wembley Stadiumu u kojem je Chelsea pobijedio s rezultatom 2:0. U UEFA Ligi prvaka debitirao je 14. rujna 2016. godine u 2:1 porazu protiv Monaca. Dier je igrao u finalu UEFA Lige prvaka 2018./19. protiv Liverpoola na Wanda Metropolitanu u Madridu. U igru je ušao u 74. minuti zamijenivši Moussu Sissokoa. Tottenham je izgubio 0:2.

### Bayern München
Posuđen je Bayernu 11. siječnja 2024. do lipnja 2024. kada mu istječe ugovor s Tottenham Hotspurom. Ugovor o posudbi uključivao je opciju jednogodišnjeg stalnog ugovora s Bayernom u slučaju da Dier postigne određeni broj nastupa. Za Bayern München debitirao je 24. siječnja 2024. u utakmici Bundeslige u kojoj je Union Berlin poražen s minimalnih 1:0. Dana 1. ožujka 2024., nakon što je odigrao potreban broj nastupa kako bi zadovoljio klauzulu u svom ugovoru o posudbi, potvrđeno je da će Dier na kraju sezone potpisati jednogodišnji ugovor s Bayernom.
Svoj prvi klupski pogodak postigao je 16. travnja 2025. u uzvratnoj četvrtfinalnoj utakmici UEFA Lige prvaka protiv Inter Milana s kojim je Bayern München igrao 2:2. Deset dana kasnije postigao je svoj prvi ligaški pogodak u utakmici u kojoj je 1. FSV Mainz 05 izgubio 3:0.

### Monaco
S Monacom je 14. svibnja 2025. potpisao trogodišnji ugovor, počevši od 1. srpnja.

## Reprezentativna karijera
Dier je u mladosti nastupao za sve engleske selekcije od 18 do 21 godine. Za A selekciju Engleske debitirao je 13. studenog 2015. godine u 2:0 porazu protiv Francuske. Dana 26. ožujka 2016. godine zabio je svoj prvi reprezentativni gol u 3:2 pobjedi protiv Njemačke na Olympiastadionu u Berlinu.
Dier je nastupao na Europsko prvenstvo 2016. godine održanog u Francuskoj. Zabio je gol iz slobodnog udarca u prvoj utakmici koju je Engleska igrala na tom Europskom prvenstvu i to Rusiji. Utakmica je završila s rezultatom 1:1.
Dier je također nastupao na Svjetskom prvenstvu 2018. godine održanog u Rusiji. Zabio je odlučujući penal u četvrtfinaloj utakmici protiv Kolumbije. To je bila prva utakmica Svjetskog prvenstva koju je Engleska dobila na penale te prva natjecateljska od Europskog prvenstva 1996. godine.
Bio je dio engleske momčadi na Svjetskom prvenstvu 2022. koje je održano u Kataru.

### Pogodci za reprezentaciju
Zadnji put ažurirano 18. studenog 2020.
| #  | Datum            | Mjesto                                | Nastup | Protivnik | Pogodak | Rezultat | Natjecanje                                | Izvor  |
| -- | ---------------- | ------------------------------------- | ------ | --------- | ------- | -------- | ----------------------------------------- | ------ |
| 1. | 26. ožujka 2016. | Olympiastadion, Berlin, Njemačka      | 3.     | Njemačka  | 3:2     | 3:2      | Prijateljska utakmica                     | [ 28 ] |
| 2. | 11. lipnja 2016. | Stade Vélodrome, Marseille, Francuska | 8.     | Rusija    | 1:0     | 1:1      | Europsko prvenstvo 2016.                  | [ 29 ] |
| 3. | 4. rujna 2017.   | Wembley Stadium, London, Engleska     | 20.    | Slovačka  | 1:1     | 2:1      | Kvalifikacije za Svjetsko prvenstvo 2018. | [ 30 ] |

## Priznanja

### Klupska
Tottenham Hotspur
- Football League Cup/EFL Cup (finalist): 2014./15.,[13] 2020./21.[31]
- UEFA Liga prvaka (finalist): 2018./19.[32]

Bayern München
- Bundesliga: 2024./25.[33]

### Reprezentativna
Engleska
- UEFA Liga nacija (3. mjesto): 2018./19.[34]

## Vanjske poveznice
- Profil na web stranici Tottenham Hotspura
- Profil na web stranici Engleskog nogometnog saveza